# Splatter (rivista)
Splatter è stata una rivista di fumetti pubblicata in Italia dalla ACME dal 1989 al 1991. 
Pubblicava racconti brevi a fumetti realizzati sia da noti autori italiani e stranieri come Attilio Micheluzzi, Abuli, Jordi Bernet, Antonio Segura o Silver, che esordienti, molti dei quali divennero poi noti nel campo dei fumetti come ad esempio Paolo Di Orazio, Nicola Mari, Bruno Brindisi, Fabrizio Faina, Marco Soldi (copertine e storie) o Germano Bonazzi. La rivista, insieme a una testata simile dello stesso editore, Mostri, che esordì pochi mesi dopo questa, fu una fucina di nuovi talenti, molti dei quali proseguirono con successo nella carriera di autori di fumetti come Roberto De Angelis, Giuseppe Ferrandino e molti altri.

## Storia editoriale
La rivista nacque a seguito del clamoroso successo editoriale raggiunto da una serie di genere horror pubblicata dalla Sergio Bonelli Editore, Dylan Dog, che spinse molti editori a sfruttarne la scia proponendo testate con tematiche simili; fra questi ci fu anche Francesco Coniglio che incaricò i suoi collaboratori di realizzare una rivista antologica in formato comic-book spillato. A seguito del buon riscontro di vendite, l'editore decise di affiancargli una serie parallela, con tematiche simili, Mostri, che si differenziava dalla prima, incentrata appunto su tematiche prettamente splatter, per altre legate ad altri aspetti del genere horror; questa seconda testata aveva le copertine realizzate da Eugenio Sicomoro e presentava anch'essa autori esordienti che saranno poi destinati a carriere di successo con altri editori, soprattutto con la Bonelli, oltre ad autori affermati italiani e stranieri. Grazie anche alla qualità degli autori coinvolti, il successo iniziale fu notevole, arrivando a vendere circa 20 000 copie a numero, ma, nel 1990, per via dei contenuti ritenuti diseducativi, insieme ad altre pubblicazioni analoghe dello stesso editore come Mostri e Primi Delitti (ma anche di altre fanzine di produzione milanese piuttosto che romana, come Scanners e Bloob) divenne oggetto di una interrogazione parlamentare al governo italiano da parte di 43 deputati di vari partiti come (Dp, Pci e Dc) e diretta in particolare ai ministri dell'Interno e della Giustizia; la deputata della DC Silvia Costa accusò queste pubblicazioni di istigazione a delinquere e venne richiesto che queste pubblicazioni fossero vietate ai minori. Il divieto imposto alla vendita ai minori, unito alla pressione sull'editore che si vide costretto a riassetto interno e il successivo calo delle vendite portò nel 1991 alla chiusura della rivista.

### Ristampe e nuove edizioni
Una prima ristampa delle storie si ebbe nel 2002 quando l'ex editore della ACME, Francesco Coniglio, pubblico il volume antologico Splatter Anthology, il quale conteneva una selezione di storie già pubblicate su Splatter. La testata venne ripresa dalla casa editrice Elm Street House nel 2013 che fece esordire una nuova serie omonima, che venne dita per sei numeri; la nuova serie, curata ancora da Paolo Di Orazio, aveva una grafica e contenuti simili a quella della precedente; oltre a Di Orazio, le storie erano scritte da autori come Alessandro Bilotta, Adriano Barone e altri, e disegnate da autori come Bruno Cannucciari e Luigi Siniscalchi. Contemporaneamente venne pubblicato nel 2013 un volume antologico edito da Rizzoli Lizard contenente una selezione di storie della prima serie edita dalla ACME. Successivamente la Elm Street House ha riproposto nel 2015 in una serie di volumi antologici la ristampa cronologica della collana della Acme in cui ogni volume raccoglieva quattro numeri della prima serie.
Sempre nel 2015, la neonata casa editrice Bugs Comics pubblicò una rivista omonima con storie principalmente inedite con a chiusura dei primi 8 numeri, nella sezione Mostri OLD, la riproposizione di storie già edite nella testata originale.
L'Editoriale Cosmo riprese la testata Splatter per una nuova serie di ristampe esordita nel 2017 che ripropose una selezione di storie della prima serie del 1989.